# Klikfraude
Klikfraude is het verschijnsel waarbij derden moedwillig klikken op tekstadvertenties op internet met een pay-per-clickmodel (PPC) om de adverteerder armer en zichzelf rijker te maken. De term wordt met name in verband gebracht met Googles Adsense/Adwords-systeem. 

## Pay-per-click
Het pay-per-clickmodel is voor het eerst toegepast in 1997 door de website goto.com (nu overture.com). Het is een methode van adverteren waarbij webmasters of zoekmachines ruimte bieden op hun websites voor (relevante) tekstadvertenties met klikbare links. De webmasters ontvangen een vergoeding voor elke keer dat bezoekers op een van deze advertenties klikken. Dit is een van de aspecten van dit systeem waardoor het gevoelig is voor fraude. Er wordt over het algemeen een bepaalde prijs per klik en een bepaald budget afgesproken. 
Zoekmachines veilen over het een hoge plaats in de zoekresultaten op bepaalde termen, bijvoorbeeld ´loodgieter Rotterdam´. De tweede plaats gaat naar de tweede bieder etc. Wanneer een adverteerder door zijn budget heen is, verdwijnt de link of verplaatst de zoekmachine deze naar de reguliere links, en schuiven alle links een plaatsje omhoog. 
De Engelse benaming voor deze klikfraude is overigens bluffclicking. Deze naam is voor het eerst gebruikt in de correspondentie met Google op 30 mei 2007 door een benadeelde site-eigenaar. Bluffclickingomvat vooral het doelloos klikken op AdSense-advertenties door verveelde en ook anonieme sitebezoekers. Door dit doelloos klikken kan de sitebezoeker ervoor zorgen dat de eigenaar van de site zijn reeds verworven tegoed kwijtraakt. 

## Soorten klikfraude
Hoewel klikfraude altijd geschiedt door kunstmatig klikken te genereren waardoor de adverteerder geld kwijtraakt, kan klikfraude om verschillende redenen worden gepleegd. Er bestaat een tak van georganiseerde misdaad die zelfs tegen betaling de klikken op opdracht van derden genereert, men spreekt dan van een ´clickfarm´. 
- Verrijking. De webmaster wil zichzelf ten koste van de adverteerder verrijken en laat advertenties plaatsen tegen betaling om deze vervolgens zelf of via een clickfarm aan te klikken, zodat de adverteerder sneller door zijn budget heenraakt en moet bijbetalen. Dit kan men als een vorm van acquisitiefraude of advertentiefraude zien.
- Het benadelen van concurrenten. De opdrachtgever is hier een veelal malafide bedrijf dat op goedkope wijze een hoge plaats in een zoekmachine wil. Hij betaalt voor een goedkope advertentie op een lage plaats en schakelt een clickfarm in. De clickfarm klikt tegen betaling de links van concurrenten aan waardoor deze door hun budget raken en uit de zoekresultaten verwijderd worden. Het malafide bedrijf komt zo bovenaan te staan en de concurrenten lopen financiële schade op. Bovendien worden ook klanten die onwetend de eerste link in de zoekresultaten aanklikken benadeeld met te dure reparaties die soms ook van slechte kwaliteit zijn. Dit soort malafide bedrijven zijn vaak slotenmakers, elektriciens of loodgieters erop anticiperen dat mensen die dringend reparaties nodig hebben (kapot slot of buitengesloten uit je huis, verstopte wc, kapotte kabels), en in hun paniek niet kieskeurig zijn, de eerste de beste link aanklikken, en niet moeilijk doen over de prijs. Er wordt veelal direct na de reparatie een gepeperde rekening gepresenteerd die direct betaald moet worden.
- Het benadelen van de zoekmachine of webmaster. Hier is de opdrachtgever een concurrerende webmaster of zoekmachine die zijn concurrent een slechte reputatie wil geven.
- Vandalisme. Het is mogelijk dat de dader slechts schade wil toebrengen. De motiveringen komen hier vaak overeen met ´gewoon´ vandalisme, bijvoorbeeld verveling, het willen uitoefenen van macht, of een wraakneming.

## De praktijk
Klikfraude kan bijvoorbeeld simpelweg geschieden door zelf op een eigen website de advertenties te plaatsen tegen betaling en vervolgens links aan te klikken om hiermee inkomsten te genereren. Veelal is hierdoor slechts sprake van een beperkte winst en zal de fraude niet worden opgemerkt. Maar ook fraude op een veel grotere schaal komt voor. Hierbij kan worden gebruikgemaakt van scripts (kleine computerprogrammaatjes) om een menselijk klikgedrag te simuleren. Indien deze manier van frauderen wordt gedaan vanaf een enkele of een beperkt aantal computers (of IP-adressen) binnen een bepaalde regio, zal dit erg verdacht overkomen en is de kans dus groot dat men betrapt wordt. 
Er is sprake van georganiseerde misdaad wanneer men een grote groep computers, verspreid over een groot geografisch gebied, inzet om de fraude te plegen. Dit kan zelfs met behulp van computers van onschuldige en onwetende gebruikers, waarop een trojaan is geïnstalleerd. Deze 'zombiecomputers' worden op deze wijze ingezet om eens in de zoveel tijd het klikken op een advertentie te simuleren om de inkomsten te genereren voor degene die de advertenties tegen betaling heeft geplaatst of het budget van de adverteerder uit te putten. Een partij die de klikken op opdracht en tegen betaling voor anderen genereert of de locatie vanwaar dit gebeurt, noemt men ook wel een ´clickfarm´.
Ook een bedrijf als Google zelf vaart wel bij klikfraude, want zij steken (onbedoeld) ook hun aandeel van de advertentieopbrengsten in hun zak. Er zijn schattingen dat 14 tot 25 procent van alle klikken op onlineadvertenties frauduleus zijn. Google zelf beweert echter dat deze cijfers sterk overdreven zijn en gebaseerd op foutief onderzoek. Zelf geeft Google echter de 'ware' cijfers niet prijs aan het publiek. 

## Bescherming tegen klikfraude
Inmiddels kan men naast het indienen van teruggaafverzoeken bij Google zelf, ook gebruik maken van externe software zoals bijvoorbeeld van Clixtell, ClickCease of ClickBrainiacs. Deze partijen maken het mogelijk om IP-adressen geautomatiseerd uit te sluiten bij het adverteren via Google en Bing.
Consumenten kunnen zich beschermen tegen frauduleuze advertenties door zelf onderzoek te doen naar het adverterende bedrijf. Wanneer dit frauduleus is, zullen er over het algemeen veel klachten zijn. Ook zal een bonafide bedrijf nooit direct betaling eisen, er wordt altijd een factuur overhandigd met een redelijke betalingstermijn, bijvoorbeeld 30 dagen. Ten slotte kan een klant zich over de kosten inlezen, en zal van tevoren transparantie eisen. Bedrijven waarover veel klachten zijn, die direct betaling eisen, extreem duur zijn, of geen transparantie vooraf bieden, kan men het beste vermijden.